# Primula tenella
Primula tenella är en viveväxtart som beskrevs av George King och Joseph Dalton Hooker. Primula tenella ingår i släktet vivor, och familjen viveväxter. Utöver nominatformen finns också underarten P. t. flagellaris.